# Guichard Joseph Duverney

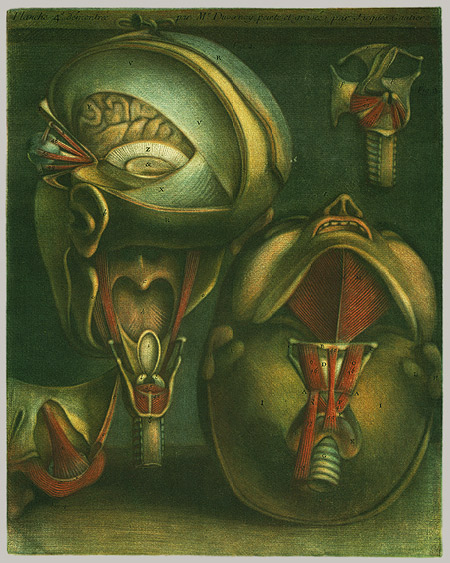
Lámina de Jacques Gautier d'Agoty, que muestra los músculos de la cabeza, publicada en 1747 en la obra de Du Verney Myologie complete en couleur et grandeur naturelle

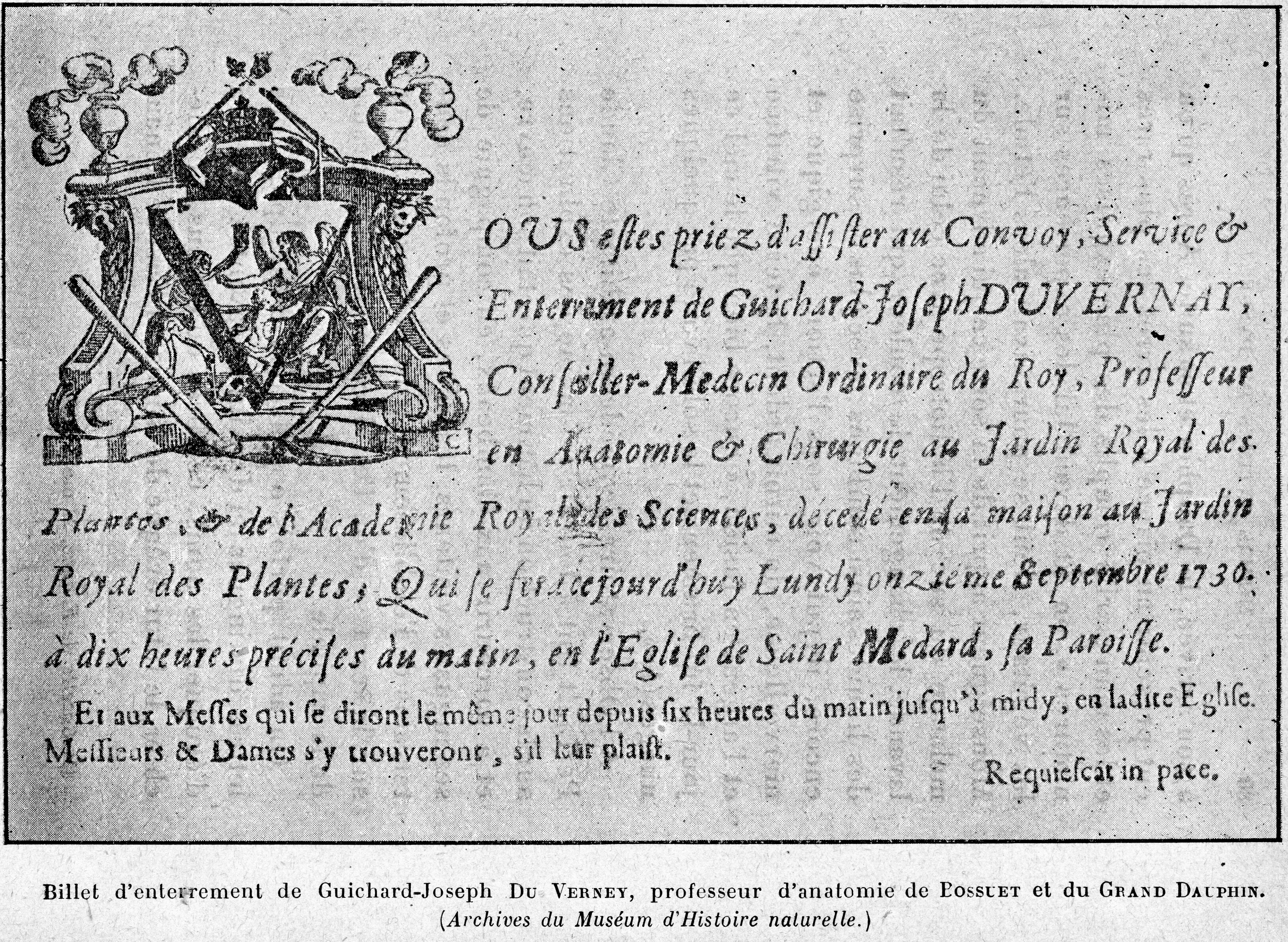
Tarjeta fúnebre de Guichard-Joseph Du Verney

Guichard Joseph Duverney o Joseph-Guichard Du Verney (5 de agosto de 1648 – 10 de septiembre de 1730) fue un  anatomista francés.

## Biografía
Du Verney era natural de Feurs en la provincia de Forez. Su padre Jacques Duverny era médico en la pequeña comunidad de Feurs. Su madre nació como Antoinette Pittre.
Estudió medicina en Avignon, donde en 1667 obtuvo el título de médico. Poco después se trasladó a París. En 1676 se convirtió en miembro de la Académie des sciences. Es considerado por muchos como el fundador de la otología científica.
Se le recuerda por sus exposiciones anatómicas en el Jardín de plantas de París, donde en 1682, se le otorgó una cátedra. Sus conferencias se convirtieron en una atracción para el público lego.
Junto a Claude Perrault (1613-1688) y Jean Pecquet (1622-1674), influyó en la renovación de los estudios anatómicos.  Algunos de sus alumnos alcanzaron notoriedad: Pierre Dionis (1643-1718), Jacques-Bénigne Winslow (1669-1760), Jean-Baptiste Sénac (1693-1770) y François-Joseph Hunauld (1701-1742).
Fue enviado, con Philippe de La Hire (1640-1718), a estudiar los peces de la costa de Bretaña en 1680. En 1681, diseccionó un elefante ante el rey Luis XIV.

## Contribuciones a la ciencia
Duverney publicó uno de los primeros trabajos completos sobre otología (París, 1683): Traité de l'organe de l'ouie, contenant la structure, les usages et les maladies de toutes les parties de l'oreille (Tratado sobre el órgano del oído, que contiene la estructura, la función y las enfermedades de todas las partes del oído). En el libro trata la anatomía, la fisiología y las enfermedades asociadas al oído.
La teoría del oído de Duverney (que concibió con la ayuda del físico Edme Mariotte) era fundamentalmente similar a la que fisiólogo Hermann von Helmholtz (1821-1894) propuso más tarde, a mediados del siglo XIX, con la salvedad de que pensaba que la frecuencia alta resonaría cerca del vértice de la cóclea, y las frecuencias bajas cerca de la base (Domenico Cotugno tuvo que darle la vuelta a esto en 1760).
En 1683, Duverney identificó un tumor del hueso temporal, que se cree que es la primera descripción del colesteatoma. Se dio cuenta de la importancia de la trompa de Eustaquio y de su papel en el ajuste de la presión del aire en la cavidad timpánica. Sin embargo, creía que la trompa de Eustaquio estaba siempre abierta, actuando como un respiradero para el aire, cuando el tímpano se mueve hacia dentro y hacia fuera.
El trabajo clínico de Duverney condujo a la publicación póstuma de: Maladies des os ("Enfermedades de los huesos"), un libro que contiene una descripción de la epónima "fractura de Duverney" y la primera descripción completa de la osteoporosis.

## Selección de obras
- Myologie complete en couleur et grandeur naturelle, composée de l'Essai et de la Suite de l'Essai d'anatomie en tableaux imprimés (1746)
- Anatomie de la tête, en tableaux imprimés qui représentent au naturel le cerveau sous différentes coupes, la distribution des vaisseaux dans toutes les parties de la tête, les organes des sens et une partie de la névrologie, d'après les pièces disséquées et préparées par M. Duverney, en 8 grandes planches dessinées, peintes, gravées et imprimées en couleur et grandeur naturelle, par le sieur Gautier (1748) (1748) (Anatomía de la cabeza)
- Abrégé d'anatomie, accommodé aux arts de peinture et de sculpture et mis dans un ordre nouveau dont la méthode est très facile et débarrassée de toutes les difficultés et les choses inutiles, qui ont toujours été un grand obstacle aux peintres [...] (1765) (Breve tratado de anatomía para pintores y escultores. Con Roger de Piles (1635-1709) y François Tortebat (1616?-1690))